# Dalila Rodrigues
Maria Dalila Aguiar Rodrigues (ur. 15 sierpnia 1961 w Penedono) – portugalska historyczka sztuki, nauczycielka akademicka, dyrektorka instytucji kulturalnych, profesor, w latach 2024–2025 minister kultury.

## Życiorys
Z zawodu historyczka sztuki, w 2001 doktoryzowała się na Uniwersytecie w Coimbrze. W pracy badawczej zajęła się historią malarstwa portugalskiego i dziedzictwem artystycznym. Jako nauczycielka akademicka związana z uczelnią w Coimbrze, doszła na niej do stanowiska profesora w kolegium sztuk pięknych. Objęła także stanowisko profesorskie w szkole ESEV w ramach Instituto Politécnico de Viseu. Współpracowała z Fundação Calouste Gulbenkian. Zajmowała się koordynowaniem projektów kulturalnych i pracą jako kuratorka wystaw. Autorka i redaktorka naukowa publikacji książkowych oraz katalogów poświęconych sztuce.
Była dyrektorką Museu Nacional Grão Vasco (2001–2004) i Museu Nacional de Arte Antiga (2004–2007). W 2010 weszła w skład zarządu organizacji Associação Trienal de Arquitectura de Lisboa. W latach 2012–2015 była członkinią rady dyrektorów fundacji Centro Cultural de Belém. Od 2019 wykonywała obowiązki dyrektora klasztoru Hieronimitów oraz Torre de Belém, a w 2021 została powołana na dyrektorkę obu tych instytucji.
W kwietniu 2024 objęła urząd ministra kultury w rządzie Luísa Montenegra. Pełniła tę funkcję do czerwca 2025.